# Кирхгелерсен
Кирхгелерсен (њем. Kirchgellersen) општина је у њемачкој савезној држави Доња Саксонија. Једно је од 43 општинска средишта округа Линебург. Према процјени из 2010. у општини је живјело 2.111 становника. Посједује регионалну шифру (AGS) 3355020.

## Географски и демографски подаци
Кирхгелерсен се налази у савезној држави Доња Саксонија у округу Линебург. Општина се налази на надморској висини од 38 метара. Површина општине износи 20,0 km². У самом мјесту је, према процјени из 2010. године, живјело 2.111 становника. Просјечна густина становништва износи 106 становника/km².

## Међународна сарадња
| Мјесто | Држава    | Врста сарадње | Од    |
| ------ | --------- | ------------- | ----- |
|        | Француска | партнерство   | 1993. |
| Извор  |           |               |       |